# Chiesa di San Pietro in Valle (Fano)
La chiesa di San Pietro in Valle è un edificio religioso italiano, situato nel centro della città di Fano, esempio di barocco marchigiano.

## Storia
Fu costruita sulle rovine di un'antica chiesa del 778, che portava lo stesso nome.
La denominazione "in Valle" costituisce un dilemma per gli studiosi che si sono divisi secondo due diversi pareri: una prima spiegazione attribuirebbe al termine "in Valle" un significato relativo alla sua collocazione nella parte bassa della città, caratterizzata da una depressione del suolo. La seconda spiegazione farebbe derivare tale termine dal latino vallum, che significa muro, e quindi spiega la collocazione della chiesa nei pressi delle rovine delle mura romane.

### Girolamo Gabrielli e la Congregazione dei Padri dell'Oratorio di San Filippo Neri

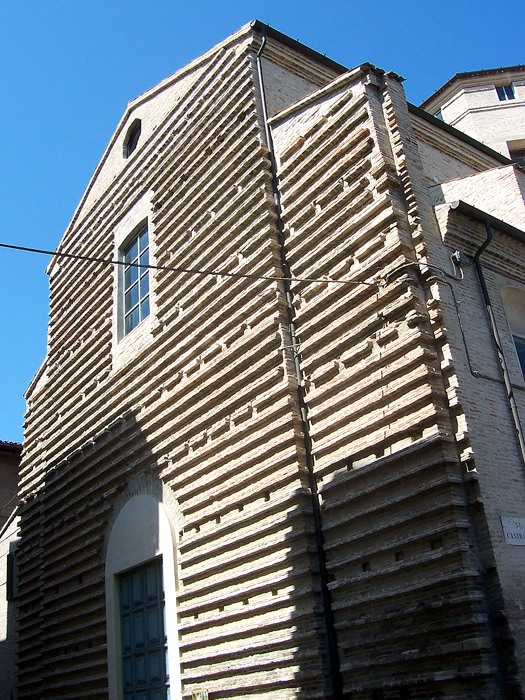
Facciata della chiesa di San Pietro in Valle

La Congregazione dei Padri Oratoriani fu fondata nel 1598 da Girolamo Gabrielli che si ispirava all'insegnamento di san Filippo Neri, la cui Congregazione era sorta a Roma già da qualche decennio.
L'attività della Congregazione dei Padri Oratoriani era quella di educare la gioventù e prestare assistenza religiosa al popolo, inoltre è ricordata per aver introdotto l'oratorio musicale, una musica sacra in forma di lauda. La prima sede della congregazione fanese fu l'antica chiesa di San Pietro, fondata nell'VIII secolo. Successivamente si rese necessaria la costruzione di una chiesa più grande in quanto la precedente di dimensioni ridotte non era adeguata alle attività degli oratoriani. Grazie al sostegno economico di Gabrielli, al quale è dedicato all'interno della chiesa stessa un ritratto con epigrafe commemorativa, e di altre famiglie nobili di Fano (Montevecchio, Marcolini, Petrucci, Alavolini, Uffreducci e Ubaldini), fu promossa nel 1609 la costruzione della nuova chiesa. La realizzazione dell'edificio avvenne nel 1610 e la consacrazione sette anni dopo, a chiesa non ancora terminata.

### Le fasi costruttive e gli architetti
La Congregazione dei Padri Oratoriani commissionò la costruzione della chiesa all'architetto Giovanni Battista Cavagna che iniziò i lavori nel 1610, ma morì prima di vedere l'edificio terminato. Per questo subentrarono ad esso numerosi architetti come Giovanni Maria Pazzaglia, Giovanni Branca e Girolamo Caccia.

## La pianta

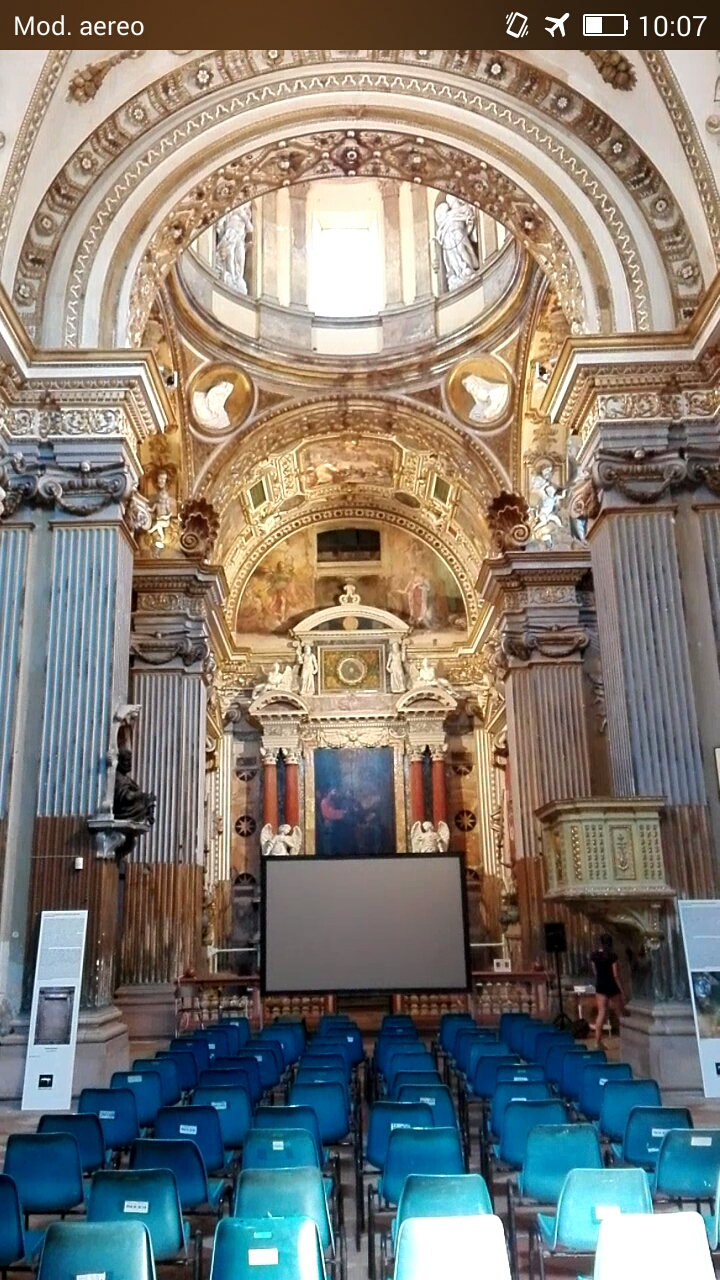
Interno della Chiesa di San Pietro in Valle

La chiesa è caratterizzata da una pianta a croce latina, a navata unica con una volta a botte. Le pareti sono ripartite da alte paraste ioniche strigilate con capitelli festonati. Le paraste ioniche suddividono sui fianchi le aperture ad arco di sei cappelle latererali internate ed inoltre ripartiscono le pareti dell'ampio transetto. Quest'ultimo presenta due cantorie cotrapposte ed è coronato da una fastosa cupola con un luminoso e alto tamburo finestrato.

## L'esterno

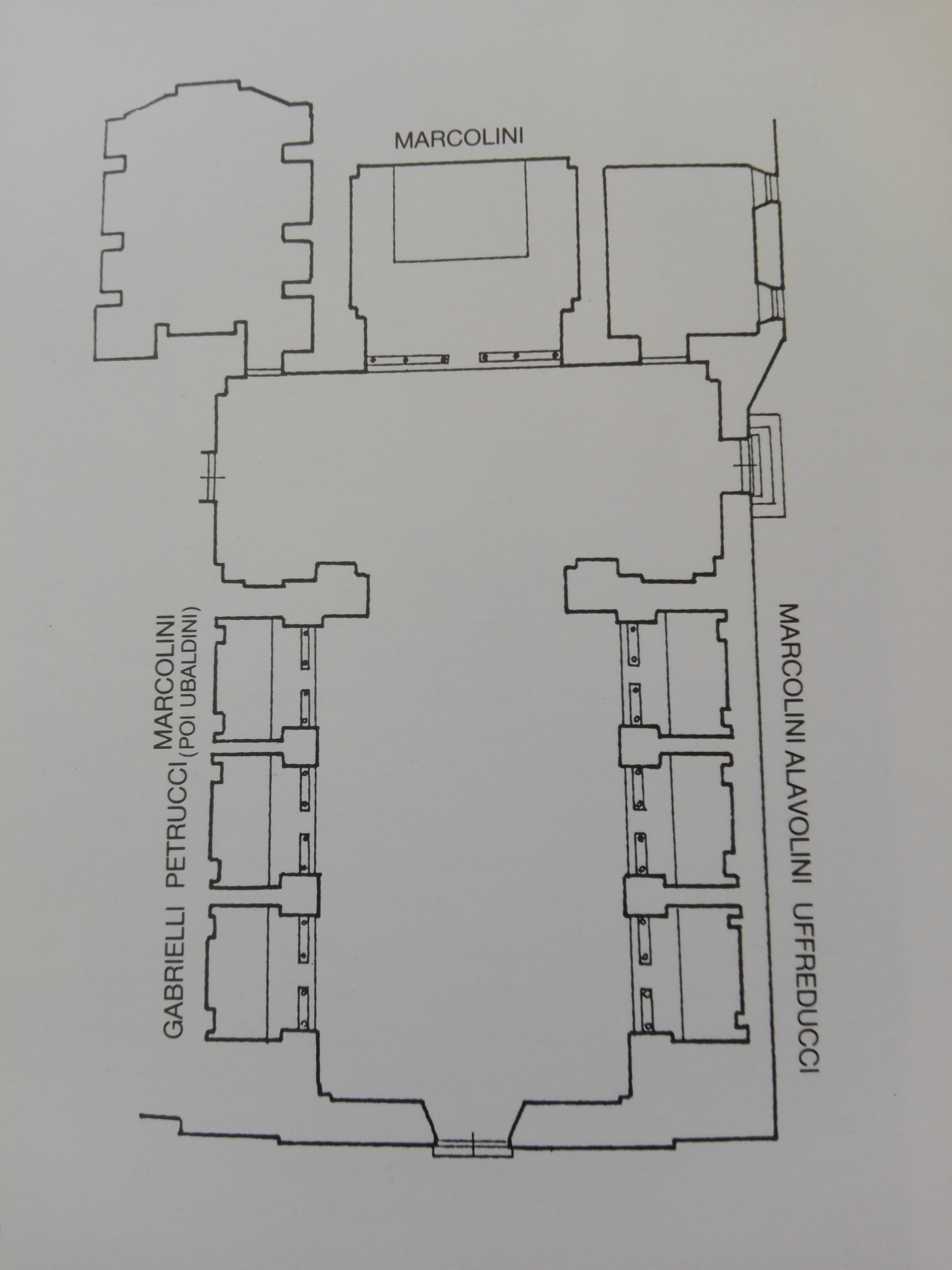
Pianta della Chiesa di San Pietro in Valle,Fano

La facciata di San Pietro in Valle, rimasta ancora oggi incompiuta, è rivestita da un paramento in mattoni ed è priva del rivestimento in pietra che doveva adornarla con due coppie di nicchie a emiciclo, come risulta da un disegno tuttora esistente. La prima impressione che si riceve dall'edificio è quella di una facciata spoglia e priva di decorazioni in netto contrasto con l'interno adornato invece con ornamenti fastosi tipici dello stile barocco.

## L'interno

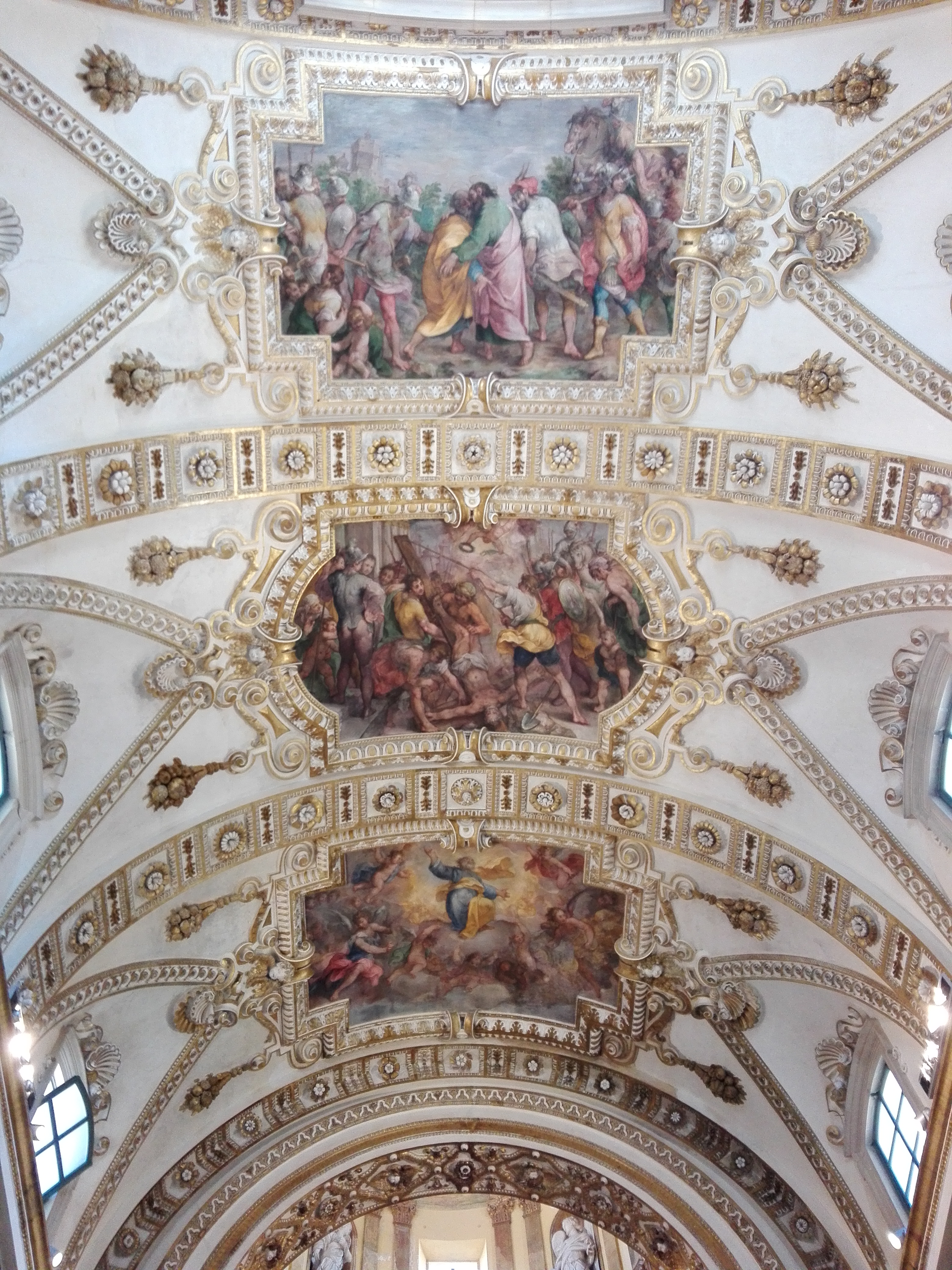
Affreschi della volta della chiesa di San Pietro in Valle

L'interno è articolato in sei cappelle laterali ed è ricco di ori, stucchi, marmi, pitture, legni. La decorazione tutta giocata sul luminoso accostamento di bianco e oro, scandisce le pareti della navata.

### La controfacciata e gli affreschi della volta

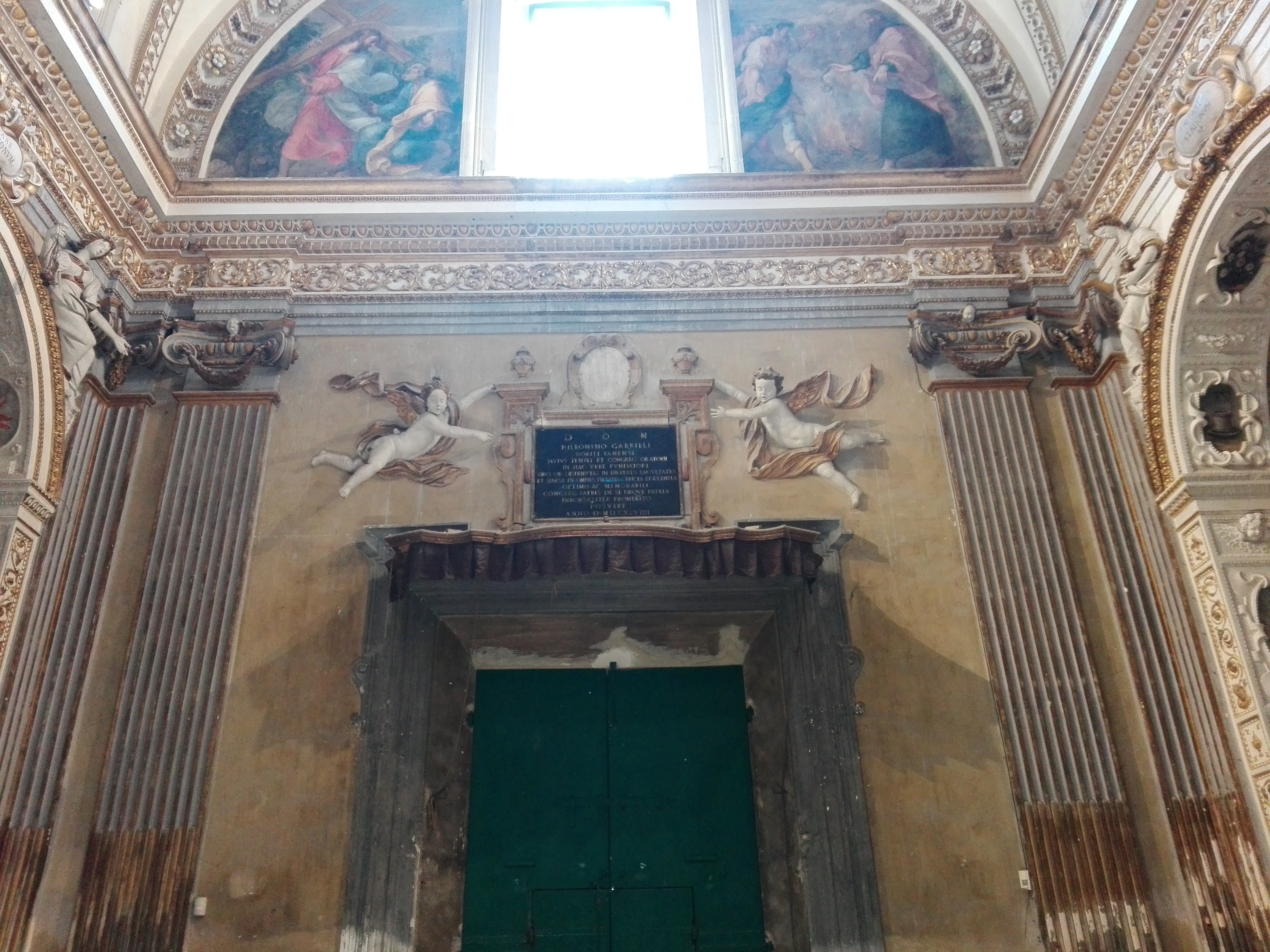
La controfacciata della chiesa di San Pietro in Valle

Posta sopra il portale d'ingresso della controfacciata si trova l'epigrafe dedicata a padre Girolamo Gabrielli, che fu collocata all'interno della chiesa nel 1679 in suo ricordo.
Nella parte alta si trovano due affreschi di Antonio Viviani separati da una finestra che illumina l'intera navata. Gli affreschi sono intitolati: Quo vadis, quello di sinistra e  Lo sbarco di San Paolo a Malta, quello di destra.
A decorare l'intera volta della chiesa di San Pietro in Valle, furono Pietro Solari e Antonio Viviani detto il Sordo. Solari si occupò della stuccatura completa della volta, che si dice riuscì a portare a termine in otto mesi di lavoro. Viviani fu, invece, l'ideatore degli affreschi che decoravano i quadri della navata centrale, del presbiterio e della controfacciata.
Nella volta si possono ammirare i riquadri affrescati che trattano episodi della vita di san Pietro e san Paolo:
- L'incontro di san Pietro e san Paolo (il primo dall'ingresso)
- La crocifissione di San Pietro (al centro)
- San Pietro in Gloria (terzo verso la cupola)

### Decorazione della cupola

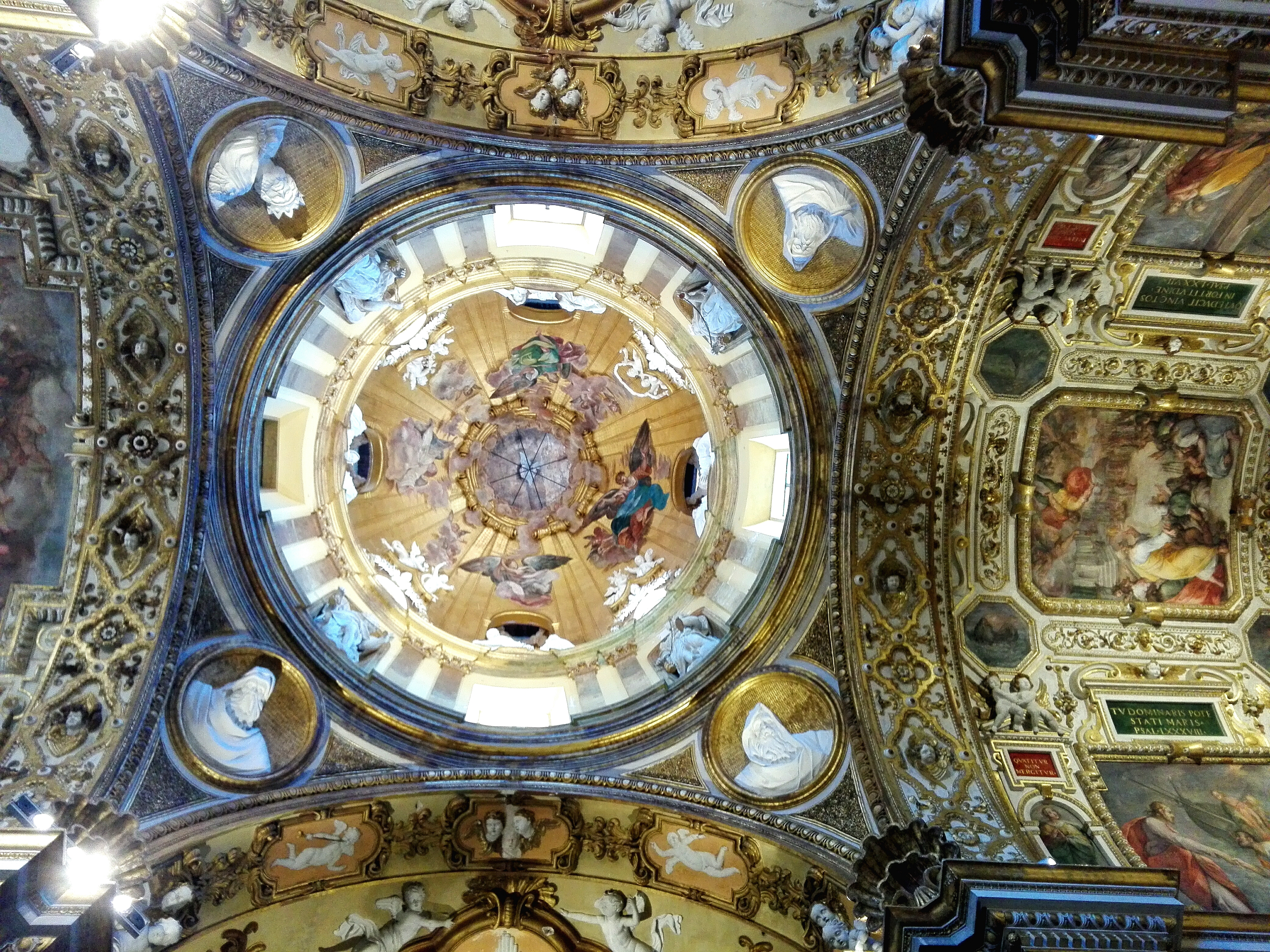
Cupola della Chiesa di San Pietro in Valle

La cupola fu eretta dall'architetto Girolamo Caccia nel 1696 e successivamente decorata da Lauro Buonaguardia, architetto e decoratore originario di Bologna. Vi sono quattro pennacchi nei quali sono raffigurati, all'interno dei tondi, i quattro evangelisti. Nel tamburo si trovano, all'interno di nicchie, delle rappresentazioni scultoree di angeli, separate da coppie di paraste. Sopra queste si trovano dei terrazzi illuminati attraverso dei fori nei quali si incontrano le statue degli apostoli e dei beati. Nella cima della cupola sono invece rappresentati quattro angeli e sei angioletti che volano sulle nubi. In tutta la cupola i colori che risaltano sono il bianco e l'oro che contrastano tra loro. Inoltre si può notare come salendo si passi da figure scultoree a dipinti.
La cupola crea un effetto illusionistico: le figure, sia scolpite che dipinte, sembrano sporgere dalle pareti.

### Il presbiterio con altare maggiore

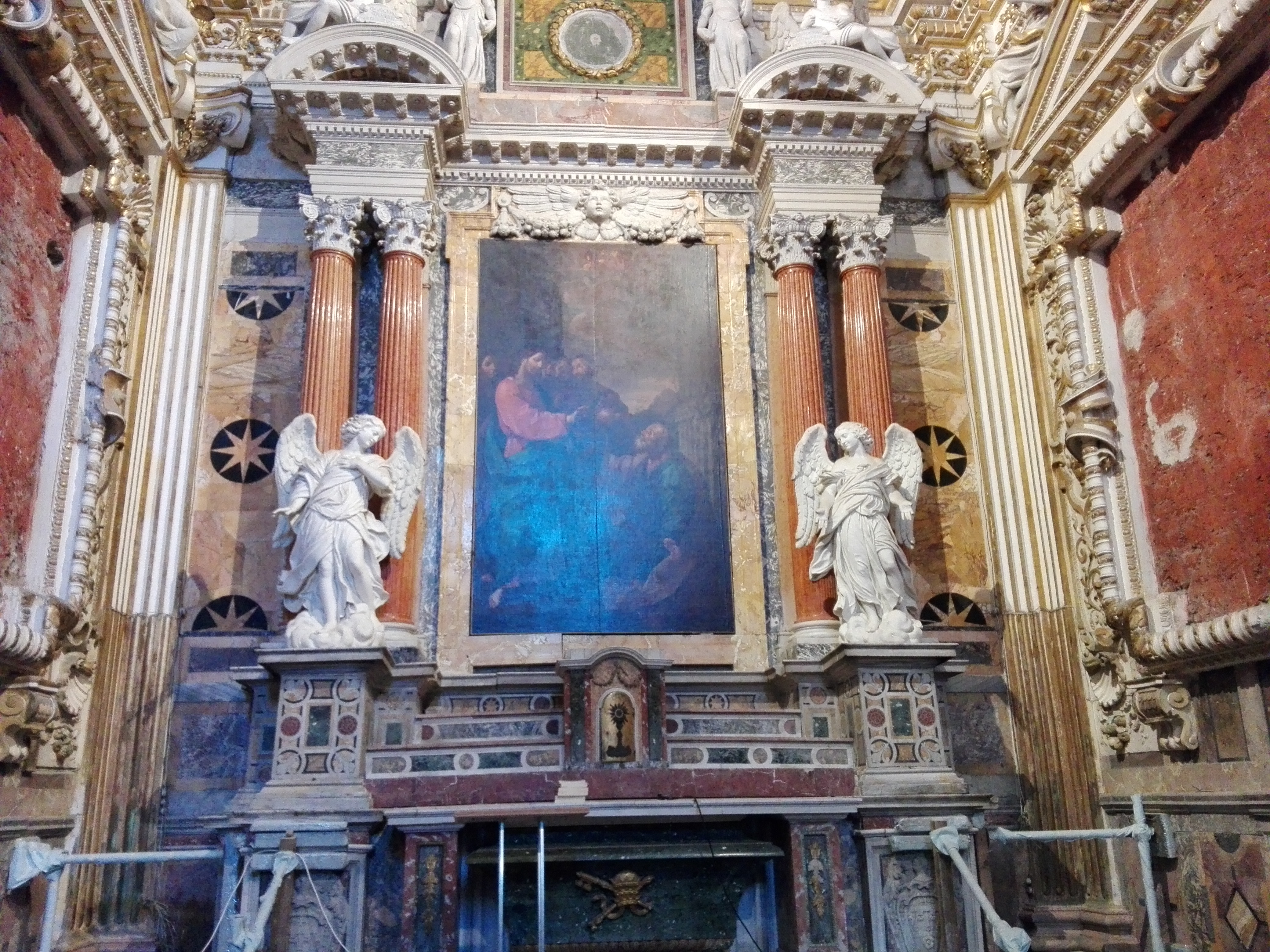
Presbiterio con altare maggiore della chiesa di San Pietro in Valle

Il presbiterio presentava ben tre dipinti, che furono poi rubati durante i furti napoleonici. Le pareti furono affrescate da Antonio Viviani, mentre sui tre lati della cappella si trovavano tre tele quali:
- Guido Reni, La consegna delle chiavi, 1626
- Simone Cantarini, Il miracolo di san Pietro che guarisce lo storpio, 1635-45
- Matteo Loves, San Pietro che resuscita Tabita, 1633-34.

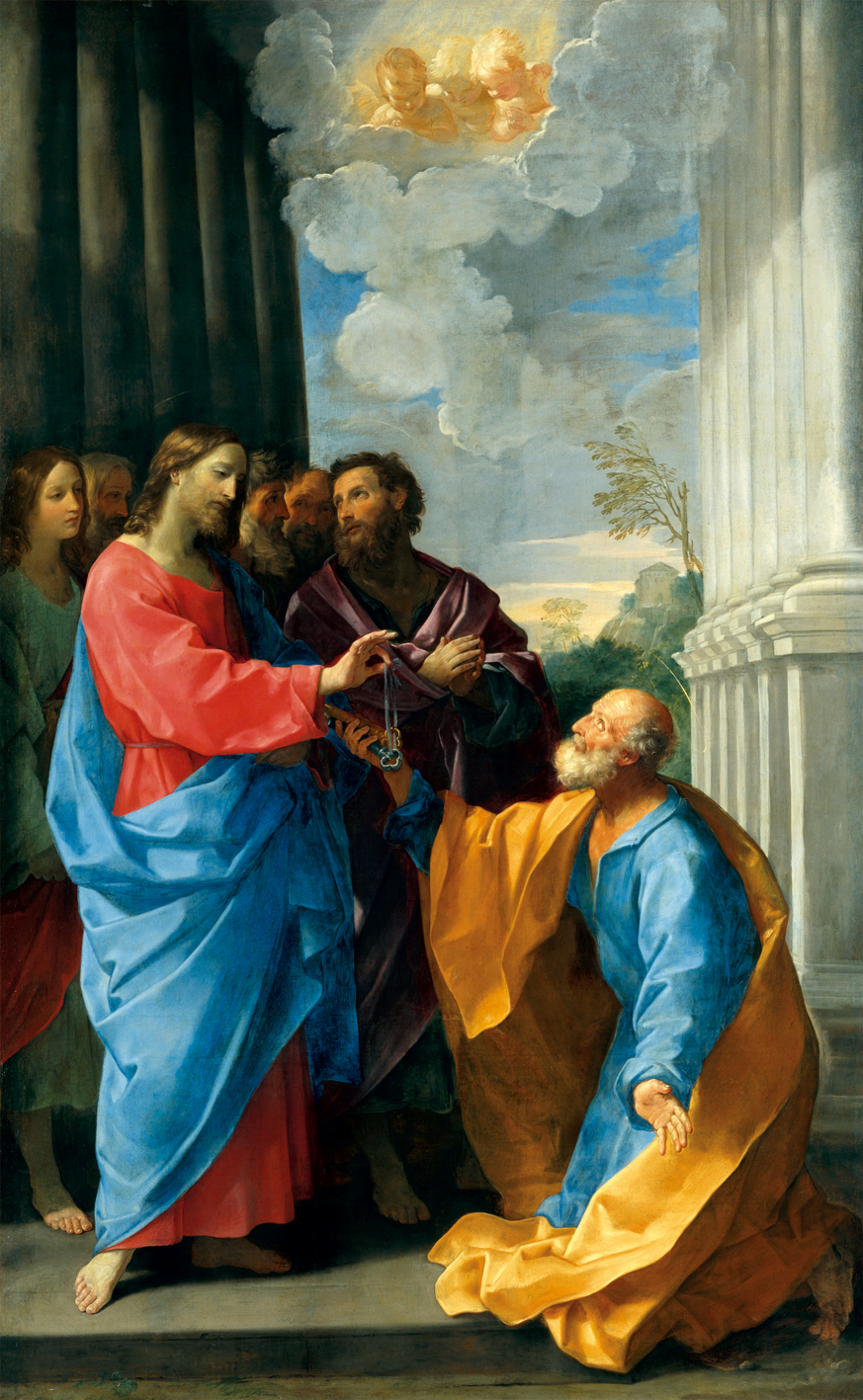
Consegna delle chiavi, Guido Reni

Purtroppo a testimonianza dell'antica presenza di queste opere all'interno della chiesa, resta solo una copia del quadro di Reni realizzata da Carlo Magini. Nella parte alta dell'altare maggiore si trovano, affrescate l'Annunciazione ed episodi legati alla vita di san Pietro quali: Caduta di Simon Mago, Cristo camminante sulle acque, La liberazione di san Pietro dal carcere, tutti opera del Viviani.

#### La consegna delle chiavi di Guido Reni
Diverse opere d'arte presero la via della Francia a causa delle spoliazioni napoleoniche. Secondo il catalogo pubblicato nel Bulletin de la Société de l'art français del 1936, delle 3 opere d'arte catalogate a Fano ed inviate in Francia nessuna fece ritorno. Tra di esse l'opera di Guido Reni inviata al Musee Napoleon Cristo consegna le chiavi a San Pietro, anticamente presso la chiesa di San Pietro In Valle ma non restituita dal Museo dopo il congresso di Vienna. Il dipinto di Guido Reni attualmente è esposto al museo del Louvre, mentre a San Pietro è conservata solo una copia, e un'altra copia, dipinta nel 1786 da Giuseppe Ceccarini si conserva nella chiesa di Sant'Agostino a Fano. Il soggetto, Gesù che consegna nelle mani di San Pietro le chiavi del regno dei cieli, rappresenta la metafora del sacramento dell'ordine sacerdotale, con l'affidamento solenne a Pietro delle chiavi dell'autorità della Chiesa. Il quadro è trionfalistico poiché si intravede sullo sfondo un foro romano, che rappresenta la grandezza dell'impero soppiantata dal cristianesimo.

#### Il miracolo di san Pietro che guarisce lo storpio, Simone Cantarini
L'opera era posizionata nella parete destra, entrando, dell'altare maggiore. Il dipinto raffigura l'episodio biblico in cui San Pietro, salito al tempio con San Giovanni, guarisce uno storpio che chiedeva l'elemosina. Al miracolo assiste una piccola folla tra cui, sulla sinistra, due sacerdoti con il capo velato.
Di interesse risultano la scelta delle architetture che fanno da retroscena: un arco sorretto da una colonna ionica e un portale marmoreo riconducibile a quello di Villa Miralfiore a Pesaro, città natale dell'artista.

#### San Pietro che resuscita Tabita di Matteo Loves
Il dipinto, realizzato da Matteo Loves, pittore fiammingo, raffigura un episodio tratto dagli "Atti degli Apostoli", dove si racconta di Tabita, donna di Giaffa, dedita alle opere di carità, alla quale San Pietro ridonò la vita.

### Le cappelle
Le cappelle, poste sui due lati della navata, sono sei (tre per lato) e sono dedicate alle famiglie illustri fanesi che avevano contribuito finanziariamente alla costruzione della chiesa.
Sul lato destro:
- cappella Uffreducci, detta di San Filippo Neri
- cappella Alavolini, detta di San Giovanni Battista
- cappella Marcolini, detta della Natività e anche del Crocifisso

Sul lato sinistro:
- cappella Gabrielli, detta dell'Annunziata
- cappella Petrucci, detta di San Carlo Borromeo
- cappella Marcolini, detta di San Paolo

#### Cappella Uffreducci detta di San Filippo Neri
Per l'altare della cappella Uffreducci (prima a destra), fu commissionata al pistoiese Luigi Garzi La Madonna con il Bambino che appare a san Filippo Neri (1699), mentre gli affreschi della volta sono attribuiti a Stefano Bagni da Siena.
Questa cappella è dedicata alla figura di san Filippo Neri, fondatore degli Oratoriani. Egli è raffigurato in posizione centrale nella volta da Stefano Bagni da Siena. Sull'altare della cappella Uffreducci fu invece dipinta da Luigi Garzi La Madonna con il Bambino che appare a san Filippo Neri, commissionata da Domenico Federici, con lo scopo di sostituire una precedente immagine del santo.

#### Cappella Alavolini detta di San Giovanni Battista
Nella cappella Alavolini, il pesarese Giovan Giacomo Pandolfi realizzò i tre affreschi della volta e i due dipinti delle pareti laterali: La nascita del Battista e La decollazione del Battista.
La tela dell'altare centrale con La nascita del Battista del fanese Sebastiano Ceccarini, sostituisce il San Giovanni alla fonte del Guercino, rubato durante il periodo Napoleonico (ora al Museo Fabre di Montpellier). Sulle pareti della cappella si trovavano, realizzate da Pandolfi, La decollazione del Battista e La nascita del Battista. Nella prima si trova un forte realismo nella rappresentazione dei particolari e dall'opera scaturisce la violenza della scena della decapitazione. Nella seconda vengono rappresentate le azioni dei diversi personaggi, riuniti per celebrare la nascita del Battista: Zaccaria in primo piano, Elisabetta sul letto del parto è circondata da alcune donne e la Vergine con il bambino tra le braccia.

Queste opere subirono una forte critica per il loro crudo realismo, che le rendeva inappropriate all'ambiente religioso. Grazia Calegari ritenne che ciò accadde a causa di: "una certa sanguinante truculenta (nella Decollazione), o esagitato affollamento (nella Nascita)".

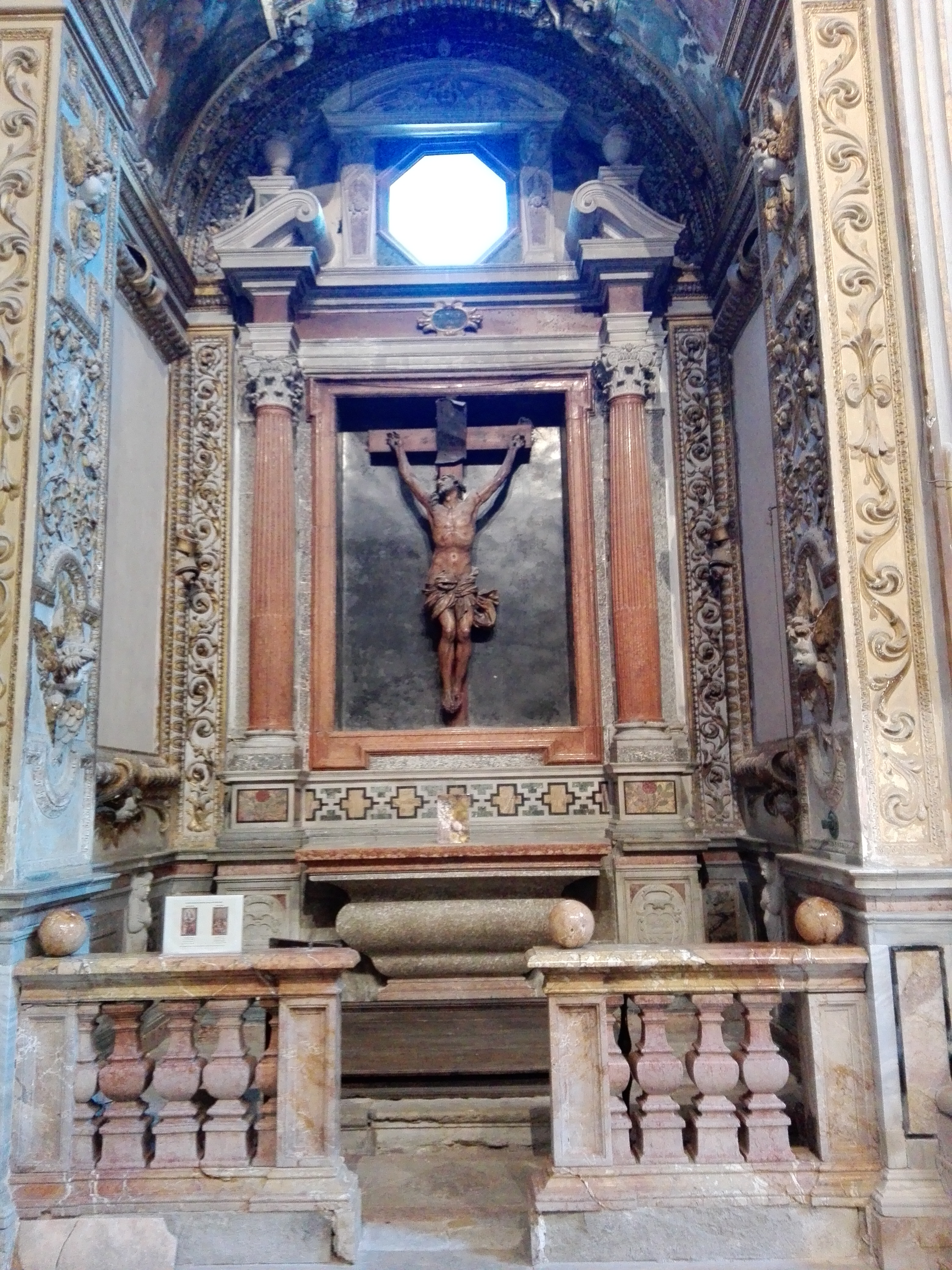
Il crocefisso della cappella Marcolini, chiesa di San Pietro in Valle a Fano

#### Cappella Marcolini detta della Natività e anche del Crocifisso
La cappella Marcolini (terza a destra), conserva sull'altare il Crocifisso dello scultore veneto Pietro Liberi, mentre nelle pareti laterali trovano collocazione La deposizione e L'ascensione di Alessandro Vitali. Nelle due opere di Vitali, sono dipinte storie appartenenti alla vita di Cristo.
Il Crocefisso è attribuito a Liberi che lo scolpì nel 1600, ma si suppone che sia stato donato alla chiesa di San Pietro in Valle da Domenico Federici nel 1706.

#### Cappella Gabrielli detta dell'Annunziata
Questa è la prima cappella che si trova sulla sinistra. Al suo interno contiene tre dipinti: l'Annunciazione di Guido Reni, il Sogno di Giuseppe di Giovanni Francesco Guerrieri e la Fuga in Egitto di Francesco Gabuzio.
Il tema principale della cappella è espresso nel quadro centrale di Reni, l'Annunciazione, prima tappa del viaggio di salvezza che ogni fedele deve intraprendere per ottenere la piena riconciliazione con Dio. Il dipinto presenta un orientamento stilistico nuovo per l'uso di forti contrasti chiaroscurali determinati dalla luce che giunge da sinistra, creando consistenti effetti plastici sull'angelo e la Vergine. La Madonna si rivolge all'angelo con un'espressione interrogativa, come a chiedersi perché proprio lei sia la prescelta per dare alla luce il figlio di Dio.
Nella parete sinistra della cappella troviamo Il sogno di Giuseppe di Guerrieri. Anche in questo quadro il tema è quello dell'annunciazione, che in questo caso riguarda San Giuseppe che viene rassicurato dall'angelo sulla paternità di Gesù. In quest'opera è evidente come Guerrieri abbia adottato, come affermò Luigi Antonio Lanzi, "lo stile del Caravaggio mitigato nelle tinte e ingentilito nelle forme". L'intensità del dipinto è insita nel naturalismo della figura di Giuseppe che, colto dal sonno improvviso, aveva abbandonato tutti i suoi attrezzi da lavoro. La quiete notturna viene rotta dall'improvvisa apparizione dell'angelo, figura caratterizzata da grande dinamismo, accentuato dal forte contrasto tra luci e ombre.
Infine nella parete di destra si trovava la "Fuga in Egitto" di Gabuzio.

#### Cappella Petrucci detta di San Carlo Borromeo
È la seconda a sinistra e fu interamente affrescata da Giovanni Francesco Guerrieri.
Protagonista degli affreschi è San Carlo Borromeo: personaggio molto vicino a san Filippo Neri e come lui grande santo della riforma cattolica. Guerrieri affresca la volta con episodi della vita del santo quali: L'apoteosi di san Carlo Borromeo, Il nobile Petrucci con san Carlo Borromeo e San Carlo Borromeo in ginocchio.
Nell'altare maggiore si trovava, nella parete al centro, la Visione di san Carlo del 1635. Qui san Carlo è inginocchiato in fase di meditazione, mentre sullo sfondo si materializzano le visioni del santo mostrategli dall'angelo in volo. Si nota nell'opera la conoscenza da parte di Guerrieri dello stile di Caravaggio, per via dell'utilizzo di forti chiaroscuri. La luce della stanza è data dal lume di un'unica candela accesa che illumina i volti e gli oggetti.
Nella parete a destra Guerrieri dipinse San Carlo Borromeo e il nobile Petrucci in abito di mendico, rifacendosi all'episodio in cui il Petrucci incontrò San Carlo con addosso degli stracci. L'opera si caratterizza per un forte realismo dato dai volti, dagli stracci abbandonati, e dall'anatomia del corpo del nobile.
A sinistra vi era Il miracolo del nato cieco. L'episodio di questa tela fa riferimento al miracolo che san Carlo fece donando la vista a un bambino che era nato cieco. I gesti dei presenti sembrano bloccarsi proprio alla visione della luce emanata con l'apparizione del Santo.

#### Cappella Marcolini detta di San Paolo
La cappella Marcolini, successivamente Ubaldini, fu decorata dal Viviani che ne affrescò la volta con episodi della vita di San Paolo e dipinse le tele che si trovavano sulle pareti laterali della cappella. Queste tele sono conosciute come Decollazione di san Paolo, a sinistra, e Conversione di san Paolo, a destra.
La tela al centro fu dipinta dall'artista bolognese Lorenzo Garbieri e prende il nome di San Paolo resuscita Eutichio. In quest'opera, l'artista, con un accento cupo, rappresenta il miracolo di San Paolo che resuscita Eutichio. Pone in risalto in primo piano, con l'uso di forti contrasti di luce ed ombra, il corpo senza vita di Eutichio caduto dal balcone.

### Gli arredi in legno
La Chiesa di San Pietro in Valle conserva al suo interno alcuni importanti arredi in legno, quali il pulpito, il Genuflessorio dei Putti, gli inginocchiatoi, i banchi, le cantorie e i confessionali.
Questi furono fabbricati dagli artigiani locali, esperti nella lavorazione del legno, utilizzato nella costruzione di imbarcazioni, tipica della tradizione manufattiera di una città marittima quale era Fano.

#### Il pulpito
Il pulpito fu costruito da Giorgio Ferretti nel 1710. È posto nel lato destro della navata e presenta una struttura chiusa su tre lati, con all'interno lo scranno di seduta. È un'opera in legno dorato e dipinto, che presenta angoli inclinati e smussati. Possiede una balaustra decorata con piccoli pilastri torniti a fuso e tutti gli ornamenti sono intagliati, mentre le cornici sono dorate a foglia.

#### Il Genuflessorio dei Putti
Il Genuflessorio possiede un piano di appoggio sagomato a spigoli smussati, sorretto lateralmente dai due putti più alti, che vengono aiutati da altri due più bassi che si trovano sotto la piana del legno. Il piano inferiore, per appoggiare le ginocchia, possiede angoli così arrotondati che gli conferiscono la morbidezza di un vero cuscino.
Già nel 1873 il Francolini nella seconda edizione della sua "Guida di Fano", segnalava il genuflessorio in questo modo: "innanzi all'altare maggiore di questa chiesa è un genuflessorio, ammirato lavoro in noce e di perfetta scoltura".
Maddalena Trionfi Honorati lo attribuisce all'intagliatore francese Dionisio Plumier, infatti nel suo testo scrisse: "Avvicinerei al nome di Plumier il bellissimo inginocchiatoio della chiesa di San Pietro in Valle a Fano, oggi in Pinacoteca, con quattro putti che lo reggono a fatica".

#### Il busto di san Pietro

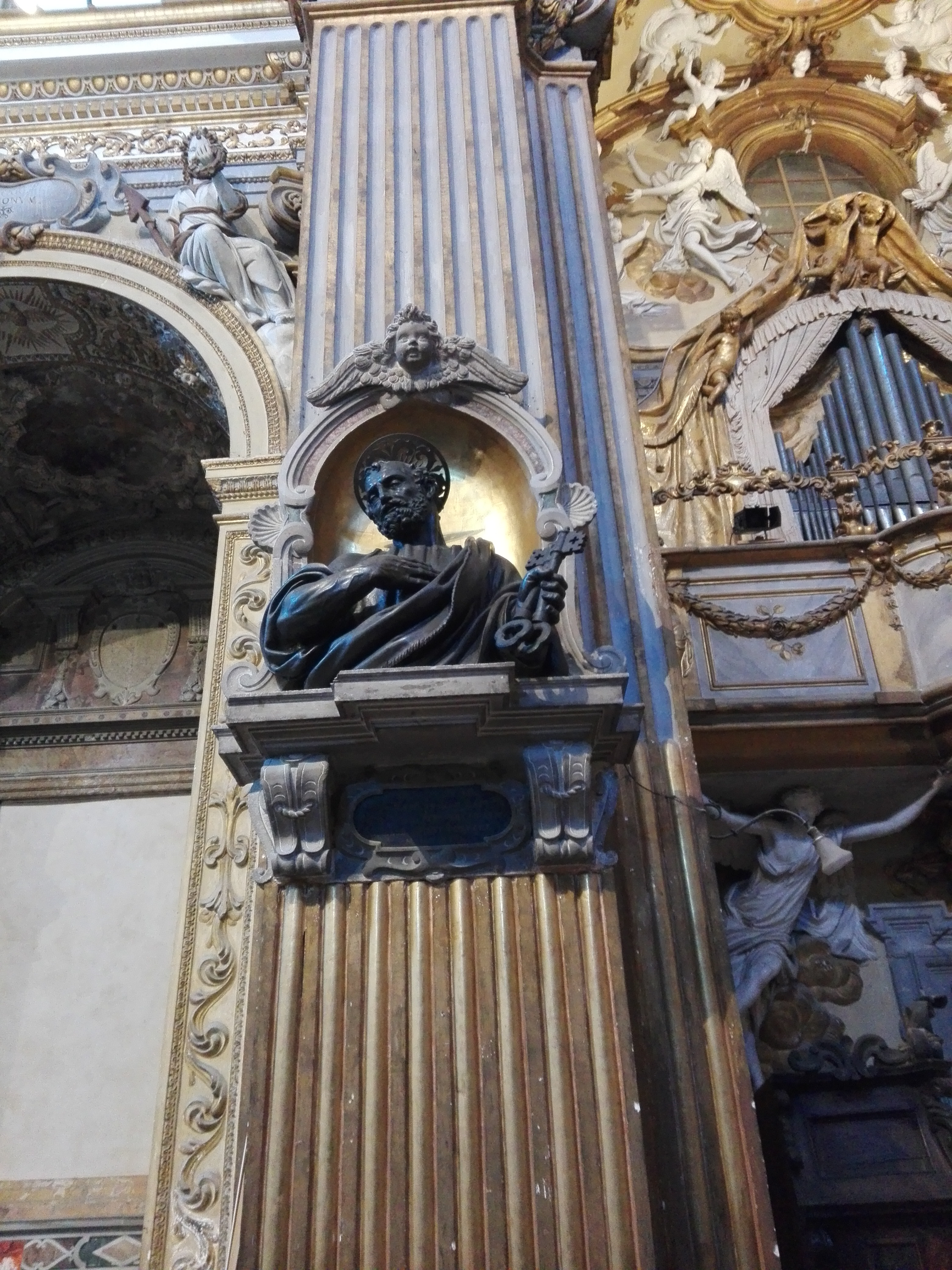
Busto di san Pietro.

Il busto di san Pietro si trova sul pilastro di sinistra della navata, proprio di fronte al pulpito. La testa, secondo alcuni opera di Daniele da Volterra, venne nelle mani di Guido Nolfi, alto funzionario della Curia romana, che probabilmente l'acquistò da un antiquario e, dopo averla fatta inserire in un busto ligneo, la donò agli oratoriani di Fano perché la inserissero nella loro nuova chiesa. Così avvenne nel 1619.
Il busto di San Pietro poggia su una mensola che riporta tale iscrizione:
- "DIVI PETRI ECCLSIAM PETRI AENEO INSIGNI CAPITE GUIDO NOLFIUS DECORAVIT PRESB. GRATI, POSUERE MDCXIX", che significa "GUIDO NOLFI ABBELLI’ LA CHIESA DI SAN PIETRO CON UNA SUBLIME TESTA DI BRONZO DI SAN PIETRO. I SACERDOTI POSERO IN SEGNO DI GRATITUDINE. 1619"[9]

#### Le cantorìe e gli organi

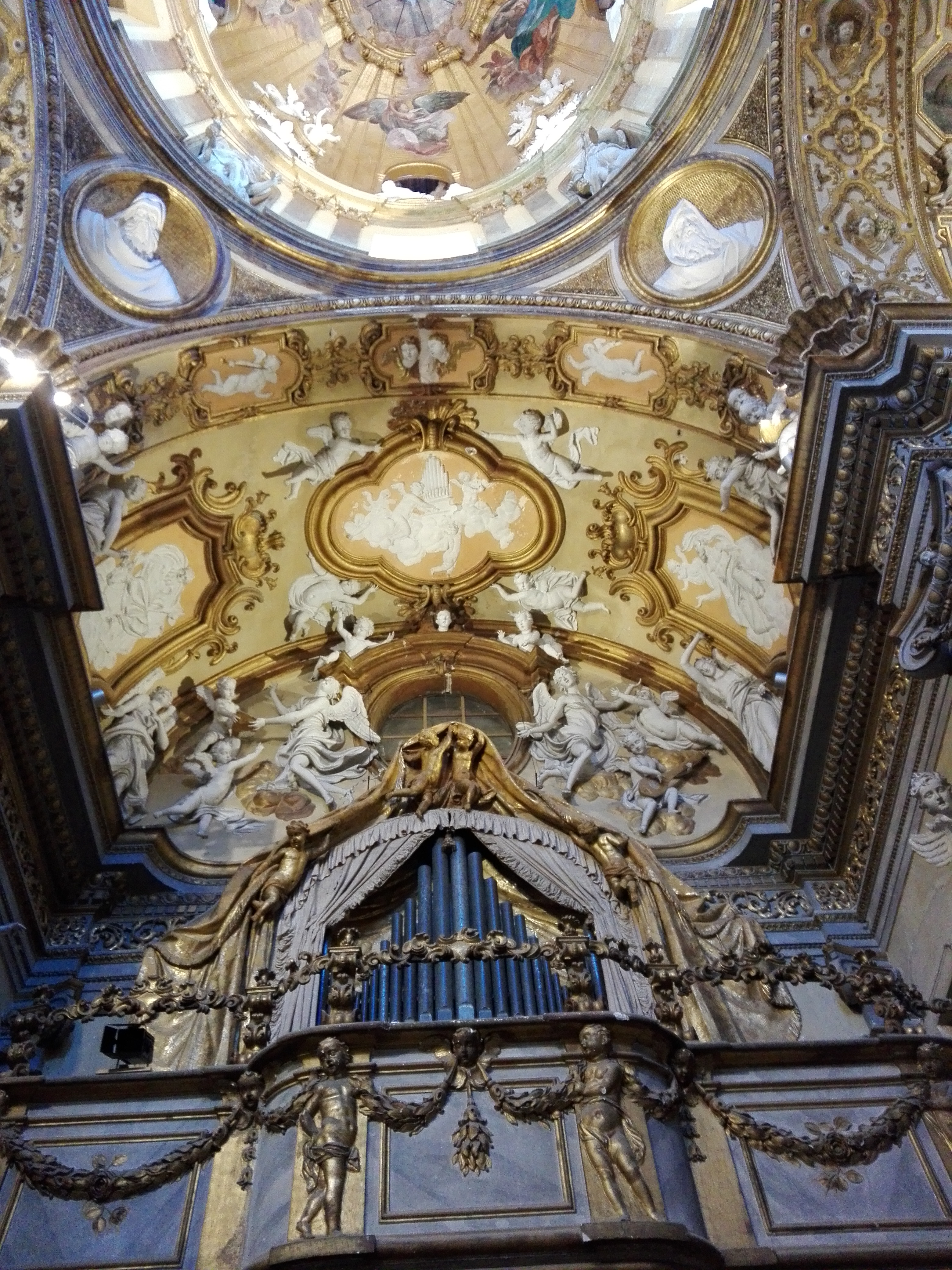
Organo di sinistra della chiesa di San Pietro in Valle.

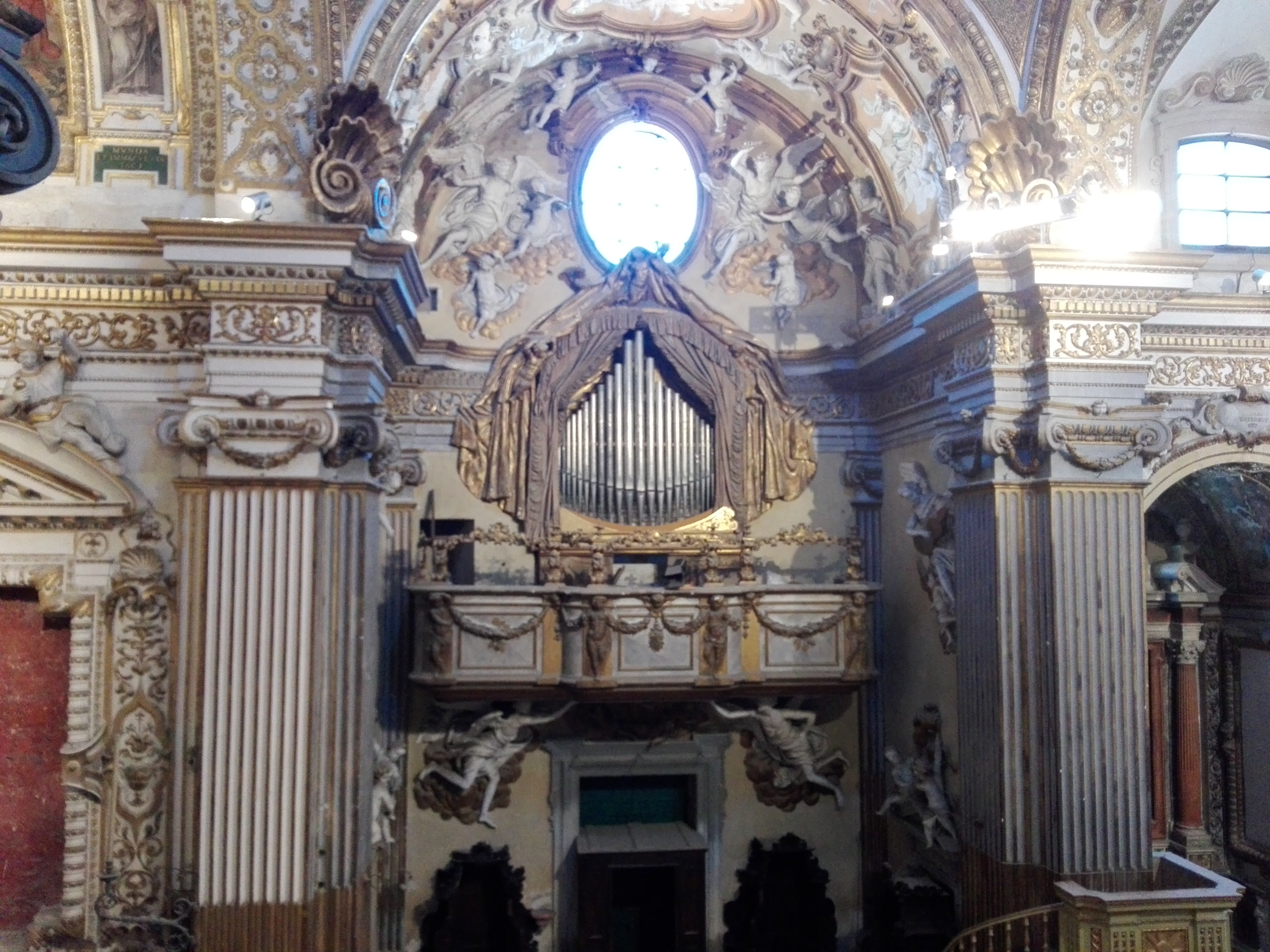
Organo di destra della chiesa di San Pietro in Valle.

La congregazione fondata da san Filippo Neri si riuniva a Roma in un luogo detto oratorio. Qui si inaugurò il genere della lauda musicale, cantata negli esercizi spirituali, prima e dopo il sermone. Da queste nasce quindi il genere dell'oratorio, che prende il nome dalla sede della congregazione. L'elemento musicale fu così apprezzato dai fedeli da assumere un ruolo sempre più rilevante all'interno della funzione. Questo aspetto si inserisce nella politica controriformistica, volta ad accentuare il dinamismo e l'intervento diretto nella catechizzazione della società: per questo la maggior parte delle composizioni presentava una parte testuale facilmente comprensibile in lingua volgare connotata da elementi didattici. All'interno dell'oratorio la lauda si sviluppò sino a evolversi in un nuovo genere compositivo con peculiari caratteristiche.
Nel 1626 comincia a San Pietro in Valle l'attività regolare di musiche in chiesa. La chiesa con le sue due cantorìe permetteva un'ottimale esecuzione di ogni forma musicale. Nello spazio che incornicia le due cantorìe è presente un gran numero di angeli musicanti di grandi dimensioni, che rendono omaggio al ruolo della musica nelle pratiche degli oratoriani. L'angelo è la figura tipica del barocco e soprattutto di San Filippo Neri, simboleggiava infatti l'amore di quest'ultimo per i bambini e la sua missione di accogliere i ragazzi poveri. Le due cantorìe furono realizzate da Giorgio Ferretti nel 1710, che le impreziosì inserendo strumenti musicali a dimensione reale di largo impiego nel repertorio del barocco. Con i Filippini venne riscoperto il piacere della musica testimoniato anche dalla presenza di ben due organi, dei quali uno è un Callido, opera di uno dei maggiori organari del 1700, Gaetano Callido.